# Dried Up Youthful Fame
「Dried Up Youthful Fame」（ドライドアップ ユースフルフェーム）は、OLDCODEXの楽曲。YORKE.が作詞、Ta_2が作曲を手掛けた。ユニットの9枚目のシングルとして2014年7月30日にLantisから発売された。

## 解説
表題曲は、テレビアニメ「Free!-Eternal Summer-」に起用された。OLDCODEXの曲が「Free！」の主題歌に起用されるのは今回で2度目。
「通常盤」「アニメ盤(通常盤B)」「初回限定盤」の3種リリース。アニメ盤には「Abendsonne」初回限定、通常盤には「Steal Mine」「Massive Act」という異なるカップリング曲が収録されている(Dried Up Youthful Fameのインストゥルメンタルバージョンはアニメ盤のみ

## 収録曲
通常盤、初回限定盤
1. Dried Up Youthful Fame
作詞：YORKE.　作曲：Ta_2　編曲：eba
2. Steal Mine
作詞：YORKE.　作曲・編曲：加藤 肇
3. Massive Act
作詞：YORKE.　作曲：Ta_2　編曲：Gz

アニメ盤
1. Dried Up Youthful Fame
2. Abendsonne
作詞・作曲：YORKE.　編曲：Gz